# Боткин, Василий Петрович
Васи́лий Петро́вич Бо́ткин (27 декабря 1811 [8 января 1812], Москва — 10 [22] октября 1869, Санкт-Петербург) — русский очеркист, литературный критик, переводчик. Вместе с А. В. Дружининым и П. В. Анненковым развивал чисто эстетический подход к оценке художественных произведений.

## Биография
Вырос в семье известного чаеторговца; старший брат коллекционера Д. П. Боткина, врача С. П. Боткина, художника М. П. Боткина, путешественника и литератора Н. П. Боткина.
После смерти отца должен был унаследовать его место во главе фирмы, однако «сидеть приказчиком в амбаре» было не по душе молодому Боткину. Окончил частный пансион В. С. Кряжева; усердно занимался самообразованием. В 1835 г. совершил гран-тур по Италии и Франции, где «впервые почувствовал искусство».
В конце 1835 года в кружке Н. С. Селивановского познакомился с В. Г. Белинским, который ввёл его в кружок Н. В. Станкевича. По приглашению Белинского начал участвовать в журнале «Телескоп», где помещал очерки и рецензии, затем сотрудничал и в других изданиях.
Под влиянием М. А. Бакунина и Станкевича увлёкся идеями Гегеля. В свою очередь, знакомил Белинского с теориями немецких и французских философов и эстетиков. В 1839 году Белинский привлёк Боткина к сотрудничеству в журнале «Отечественные записки». В этот же период Боткин стал постоянным членом кружка Белинского.
В письмах к другим «западникам» первой половины 1840-х годов (П. В. Анненкову, В. Г. Белинскому, А. И. Герцену, Н. П. Огарёву) выражал солидарность с теориями, подрывающими основы современного общества — государство, религию, церковный брак, симпатии писателям и поэтам, восставшим против авторитетов (Ж. Ж. Руссо, Байрон, М. Ю. Лермонтов), одобрение Французской революции 1789 и социалистических идеалов, ироничное отношение к славянофильству, заявлял о своём атеизме, что свидетельствует о радикализме воззрений этого периода.
«Подсолнечник, поворачивающий свою голову ко всякому светилу», Боткин был знаком со многими выдающимися людьми своего времени. На протяжении многих лет он состоял в переписке с И. С. Тургеневым и, наряду с Дружининым, считался его ближайшим другом. Как и Тургенев, подолгу жил за границей. В духе жорж-сандизма влюбился во французскую модистку с Кузнецкого Моста, Арманс Рульяр, и под влиянием Белинского и Герцена в 1842 году женился на ней. Брак распался через несколько месяцев.

Боткин всю жизнь провёл, кочуя по заграничным курортам, и бывал в России преимущественно наездами. Горячих интересов в его жизни не было, и одна невысокая страсть владела им — страсть к гастрономии. Несмотря на значительное состояние, он был скуп. В общем, это умный, европейски образованный эпикуреец, равнодушный ко всему гражданскому, и тонкий ценитель художественных произведений, особенно живописи.
В 1835 и 1843—1846 годах путешествовал по Европе. В Париже в 1844 году благодаря Бакунину познакомился с К. Марксом, а также с французскими социалистами П. Леру, Л. Бланом и другими. Слушал лекции О. Конта. Элементы позитивизма Конта отразились во взглядах Боткина (в частности, внимание к физиологическим аспектам эстетического восприятия, уважение к естественным наукам и практической деятельности). В августе — октябре 1845 года был в Испании (Мадрид, Севилья, Кадис, Гибралтар, Гранада) и Марокко (Танжер). По возвращении опубликовал в журнале «Современник» цикл очерков «Письма об Испании», переизданный отдельной книгой в 1857 году.
В 1855 году сблизился с Н. А. Некрасовым и стал активным сотрудником журнала «Современник» (1855—1857). В 1856 году проникся идеями Аполлона Григорьева, выраженными в его статье «О правде и искренности в искусстве». В статьях о музыке отдал дань романтико-идеалистическому подходу; пропагандировал в России творчество Шопена, Бетховена, Листа и Мендельсона.
Биографы обычно отмечают «чувственные удовольствия», которым чрезмерно предавался гурман и эстет Боткин. Это сказалось на его здоровье; два последних десятилетия жизни он постоянно лечился в России и за рубежом. После 1857 года Боткин путешествовал по Европе. События восстания 1863 года изменили его общественную позицию, которая становилась близкой к позициям консерваторов и монархистов. 
Завещал в пользу Московского университета капитал на устройство стипендии «для бедного студента русского происхождения» и на учреждение премии за лучшее сочинение по классической древности. Сделал первый денежный вклад на приобретение памятников искусства для Кабинета изящных искусств Московского университета.
Похоронен Боткин был рядом с братьями в московском Покровском монастыре. Могила уничтожена в советское время, на месте кладбища находится Таганский парк.

## Литературная деятельность
Дебютировал в печати статьёй «Русский в Париже (1835). Из путевых записок» в журнале «Телескоп» (1836, № 14). Участвовал в «Молве», затем в журнале Белинского и М. А. Бакунина «Московский наблюдатель» (1838—1839). В журнале «Отечественные записки» публиковал статьи о музыке («Итальянская и германская музыка», 1839, № 12), живописи, Шекспире («Шекспир как человек и лирик», 1842, № 9). В статье «Германская литература» (1843, № 1, 2, 4), среди прочего, кратко изложил начало брошюры Ф. Энгельса «Шеллинг и откровение», не называя автора и сочинение; в статье «История древней философии… Карла Зедергольма…» (1842, № 3) выразил солидарность с радикальными воззрениями, в частности, Л. Фейербаха.
По возвращении из поездки по Испании опубликовал цикл очерков «Письма об Испании» («Современник», 1847, № 3, 10, 12; 1848, № 11; 1849, № 1, 11; 1851, № 1; полное издание Санкт-Петербург, 1857).
Переводил очерки Т. Карлейля «О героях и героическом в истории» («Современник», 1855, № 10), «Героическое значение поэта. Данте, Шекспир» («Современник», 1856, № 1, 2). В программной статье «Стихотворения А. Фета» («Современник», 1857, № 1) выступил против тенденциозного искусства. Сочинения Боткина, считавшегося крупным литературным деятелем своего времени, после смерти мало переиздавались. Объяснение этому следует искать в его оппозиционности к радикальным устремлениям молодого поколения, видевшего в нём ретрограда и реакционера, а также в том, что

Боткин был чужд строгой энергичности мысли и стиля, даже в самые радикальные периоды своей деятельности он никогда не употреблял иронию или сарказм, совершенно не умел пропагандировать и полемизировать.

## «Письма об Испании»
Из-под пера Боткина вышла «первая серьёзная русская книга» об Испании. В увесистом томе путевых заметок, призванных открыть русскому читателю «задворки» Европы и вовсе неизвестный север Африки, Боткин много рассуждает о национальном характере испанцев, об особенностях испанского костюма, кухни, живописи, смело нащупывает глубинные связи между разными видами искусства. Сенсуалиста Боткина влекут свобода нравов испанцев, их страсть к вольнице и «обожание тела».
В голове у меня нет ни мыслей, ни планов, ни желаний; <...> мне кажется, я растение, которое из душной, тёмной комнаты вынесли на солнце: я тихо, медленно вдыхаю в себя воздух, часа по два сижу где-нибудь над ручьём и слушаю, как он журчит, или засматриваюсь, как струйка фонтана падает в чашу... Ну что если б вся жизнь прошла в таком счастье!
Книга Боткина проложила дорогу для последующих описаний стран Европы под углом зрения эстетики (как, например, «Образы Италии» П. П. Муратова). Н. Г. Чернышевский писал, что книга эта «по своим достоинствам заняла бы почётное место и в самой богатой литературе». Её необычность для русской словесности того времени отмечал и Максим Горький: «Боткинские письма из Испании не сравнимы ни с чем в литературе. Единственная книга, написанная русским о другой стране».
Отполированный слог Боткина считался образцовым для своего времени, однако довольно быстро устарел. Кроме того, славянофилы из редакции «Москвитянина» пустили слух о том, что Боткин якобы скомпилировал свой труд из «Испанской Библии» (англ.) Борроу и других записок английских туристов; это заблуждение было опровергнуто только 100 лет спустя академиком М. П. Алексеевым.